# Ikarus 303
Az Ikarus 303 az Ikarus gyár 1959-ben kifejlesztett távolsági autóbusztípusa.

## Előzmények
Már az ötvenes évek közepén megjelent a gyár mérnökei között egy ötlet az Ikarus 31-es típus kiváltására. Ezek a tervek, egy Ikarus 33-as típusjelű járműről szóltak, amely alapvetően a 31-es méretkategóriájában készült volna, hozzá hasonlóan önhordó karosszériával, ám nem orrmotoros, hanem az Ikarus 55-ösnél is megszokott, farmotoros elrendezéssel. Ez a 33-as típus lényegében az 55-ös - későbbi terminológiával élve - midi változata lett volna, annak jellegzetes hátfalát is megörökölve.

## Története
Az Ikarus 33-asból végül nem lett semmi, ám a típus terveiből kiindulva a mérnökök elkezdték fejleszteni az Ikarus 303-as típust, amelynek tervezői olyan mérnökök, mint Finta László, Michelberger Pál vagy Oszetzky Károly lettek. Az új jármű - rendeltetése szerint - végül szöges ellentéte lett az Ikarus 33-asnak, mivel az inkább a „szuperluxus” kategóriába esett.
Az autóbusz bemutatópéldányai egy sor kiállítást megjártak, ahol mindig nagy sikernek örvendtek. Ott voltak az 1959-es és 1960-as BNV-n, illetve az 1960-as Lipcsei Vásáron is.
A típusból összesen 9 db készült, amelyek folyamatosan egyre jobb minőséggel és mégis egyre olcsóbb előállítási költséggel rendelkeztek. Mindazonáltal mégsem bírta elérni azt az árvonalat, amiért a hatvanas években tömegével kerültek volna elő a vásárlók, ráadásul a főegységek - pl.: az egyedi JÁFI motor - előállítása és utánpótlása is nehézségeket okozott, így végül az előremutató típus nem került sorozatgyártásra.

## Megjelenése, konstrukciója
A jármű egy sor újdonsággal, akkor még „luxusnak” titulált felszereléssel rendelkezett. Ez volt az első magyar jármű, amelyet légrugóval gyártottak, de ezen kívül felszerelték borulókerettel és biztonsági kormányoszloppal és szervokormánnyal is. Az ablakok elrendezése pedig a korban szokatlanul nagy világosságot adott az utastérnek, mivel gyakorlatilag minden irányba, nagy üvegfelületeken lehetett kilátni.
A járműhöz a JÁFI végül egy egyedi, V6-os 120 lóerős, erőforrást tervezett, amelyet a busz hátuljában, döntve helyeztek el. Azonban egyes példányokat a Csepel Művek jól bejáratott, négyhengeres D-414-es motorjával építettek.
Jellemző volt még a típusra - a Finta László - által képviselt visszafogottság a formatervezést illetően. A korábbi buszokhoz képest sokkal kevesebb díszítéssel rendelkezett, amely egyfajta eleganciát adott a járműnek. Azonban a busz oldalán vastagon futó, a homlokfaltól hátfalig tartó, krómozott elemekkel elválasztott, a busz alapszínétől eltérő csík egy különleges egyediséget biztosított a típus számára.